# Plesmo
Plesmo is een plaats in de gemeente Novska in de Kroatische provincie Sisak-Moslavina. De plaats telt 86 inwoners (2001).